# Richard Breitman
Richard David Breitman, né le 27 mars 1947 dans le Connecticut, est un historien américain surtout connu pour ses travaux sur la Shoah.

## Biographie
Breitman est bachelier du Yale College  en 1969, décroche une maîtrise de l'Université de Yale puis un doctorat de l'Université de Harvard. Il a passé la majeure partie de sa carrière au département d'histoire de l'Université américaine de Washington DC, qu'il a rejointe en 1976, devenant professeur en 1985 puis professeur émérite en 2011.
Il a beaucoup écrit sur l'histoire allemande, l'histoire américaine et la Shoah. Parmi ses ouvrages les plus connus on peut citer FDR et les Juifs (co-écrit avec Allan J. Lichtman), Himmler et la solution finale ou Les Secrets officiels : ce que les nazis ont planifié, ce que les Britanniques et les Américains savaient. Il est rédacteur en chef de la revue Holocaust and Genocide Studies.

## Publications
- (en)German Socialism and Weimar Democracy, Chapel Hill: University of North Carolina Press, 1981
- (en) Walter Laqueur et Richard Breitman, Breaking the Silence, New York: Simon and Schuster, 1986.
- (en) Richard Breitman et Alan Kraut, American Refugee Policy and European Jewry, 1933-1945, Bloomington: Indiana University Press, 1987.
- The Architect of Genocide: Himmler and the Final Solution, New York: Alfred A. Knopf, 1991.
- Official Secrets: What the Nazis Planned, What the British and Americans Knew. New York: Hill and Wang/Farrar Straus & Giroux, 1998.
- Ausbildungsziel Judenmord?: Weltanschauliche Erziehung von SS, Polizei, und Waffen-SS im Rahmen der ‘Endlösung’, ed. Jürgen Matthäus, Jürgen Förster, Konrad Kwiet et Richard Breitman (Frankfurt a.M.: Fischer Taschenbuch Verlag, 2003).
- Richard Breitman, Norman J. W. Goda, et Timothy Naftali, U.S. Intelligence and the Nazis, Washington, D. C.: The National Archives Trust Fund for the Nazi War Criminals Records Interagency Working Group, 2004.
- Richard Breitman, Barbara McDonald Stewart, et Severin Hochberg, eds., Advocate for the Doomed: The Diaries and Papers of James G. McDonald, 1932-35, Bloomington: Indiana University Press, 2007.
- German History in Documents and Images: Nazi Germany (1933–45)
- Refugees and Rescue: The Diaries and Papers of James G. McDonald, 1935-1945" (Bloomington: Indiana University Press, 2009).
- Richard Breitman et Norman J.W. Goda, Hitler's Shadow: Nazi War Criminals, U.S. Intelligence, and the Cold War (U.S. National Archive), 2010)[1]
- Richard Breitman et Allan J. Lichtman, FDR and the Jews, Cambridge, Massachusetts: The Belknap Press of Harvard University Press, 2013. (Prix 2013 du National Jewish Book Award)

### Traductions françaises
- Richard Breitman, Secrets officiels : Ce que les nazis planifiaient, ce que les Britanniques et les Américains savaient, Paris, Calmann-Lévy, 368 p., 2005  (ISBN 978-2702135587)
- Richard Breitman, Himmler et la Solution Finale : l'Architecte du génocide, Paris, Calmann-Lévy, 416 p., 2009  (ISBN 978-2702140208)
- Richard Breitman, Norman J.W. Goda, L'ombre d'Hitler : Les services secrets américains et les criminels nazis pendant la Guerre froide, préf. Éric Branca, Paris, Éditions Jean-Cyrille Godefroy, 160 p., 2022  (ISBN 978-2865533305)